# Dimorphanthera
Dimorphanthera é um género botânico pertencente à família Ericaceae.